# Мальцево (Курганская область)
Мальцево — село в Шадринском районе Курганской области. Административный центр Мальцевского сельсовета. Население — 700 человек.
Расположена на берегу реки Канаш (верхний приток Исети)

## История
Деревня Мальцева (Малцово) основана старообрядцами-беспоповцами (двоедане). Основателем его считается Борис Михайлович Мальцев из с. Николаевского. Его старший брат Перфилий Михайлович основал д. Першину (в 1737 г. она также называлась Мальцевой, чтобы не путать эти поселения, её называли Першиной — по имени Перфилия Мальцева).
Первое упоминание о деревне Мальцевой и её жителях встречается в ревизии податного населения 1719 года, проведённой по указу Петра Первого: «Деревня Малцова. Итого в Малцевой деревне 12 дворов. Всего мужеска полу душ и на подворьях 41 человек»
К середине XIX века в Мальцево старообрядцев-беспоповцев (двоедане) проживало 90 % от всего населения, и только 10 % составляли православные. В Зауралье их называли мирские.
До 1919 года деревня Мальцева входила в Кривскую волость Шадринского уезда Пермской губернии.
В 1930 году была организована артель «Заветы Ленина», в которую вошли 45 дворов.
В 1957 году на её базе создан колхоз «Заветы Ленина».
В 1943 году была организована Курганская область и Мальцевский сельский Совет вошёл в состав Шадринского района.
В селе родился и жил Терентий Семенович Мальцев (29 октября (10 ноября) 1895 года). Здесь находится Дом-музей Т. С. Мальцева (ул. Школьная, 51), ныне филиал Курганского областного краеведческого музея (открыт 3 августа 2000).
В Мальцево родился и жил Александр Фоканович Ионин, бригадир колхоза «Заветы Ленина», Герой Социалистического Труда.
В Мальцево родился Александр Леонидович Мальцев (27 июля 1941 года) — заведующий кафедрой частной зоотехнии Курганской государственной сельскохозяйственной академии имени Т. С. Мальцева, доктор сельскохозяйственных наук, профессор, заслуженный зоотехник Российской Федерации, один из авторов сибирского типа советской мясошерстной породы овец.
В 1950 г. по распоряжению Совета Министров СССР при колхозе «Заветы Ленина» создана Шадринская сельскохозяйственная опытная станция с агрохимической и селекционной лабораторией. Совместная работа научных сотрудников опытной станции и учёных КНИИЗХ (Курганский научно-исследовательский институт зернового хозяйства, ныне КНИИСХ) по выведению новых сортов яровой пшеницы увенчалась созданием таких сортов как Шадринская, Вера, Коллективная 2, Курганская 1.
1 января 1961 года состоялось открытие современного Дома культуры, в котором расположены зрительный зал на 300 мест, комнаты для занятия кружками, библиотека, читальный зал и музей колхоза «Заветы Ленина» и села Мальцево.

## Образование
Школа грамотности в с. Мальцево была открыта в январе 1883 года, обучалось в ней 22 человека.
В начале XX века в Мальцево работала церковно-приходская школа в ветхой избе с одним учителем, обучалось 15-20 учащихся. С 1915 года школа была переименована в земскую школу, училось до 45 человек с одним учителем.
В 1930-е годы в селе работала школа I ступени, открытая в период коллективизации в доме крестьянина Лариона Кондратьевича. Первоначально школа была 4-х летней, а в 1950 году на её базе открыли семилетку. В 1954 году в с. Мальцево открыли новую 8-летнюю школу. Это было двухэтажное здание из дерева под железной крышей.
1 сентября 1970 года в с. Мальцево была открыта новая школа на 320 мест, построенная по типовому проекту как 8-летняя на средства колхоза «Заветы Ленина». В сентябре 1976 года школа стала средней. В 1978 году в школе был первый выпуск.
Мальцевская СОШ расположена на ул. Школьная д.43. Ведётся строительство нового детского сада.

## Предприятия и организации
ООО «Агро-клевер» (растениеводство, животноводство).
ООО «Мальцев и К». Выращивание зерновых и зернобобовых культур.
ООО «ВЭЛЗ». Оптовая торговля прочими машинами и оборудованием.
ООО «Уралэлектромонтаж». Производство электромонтажных работ.

## Население
| 1989 | 2002 | 2010 |
| ---- | ---- | ---- |
| 821  | ↘718 | ↘700 |

По данным переписи 1926 года в деревне проживало 1297 человек (605 мужчин и 692 женщины), в том числе: русские составляли 100 % населения.

## Интересные факты
Геральдистом-энтузиастом С. А. Акатовым выпускался сувенирный значок с эмблемой с. Мальцево (разраб. 1983). Этот вариант эмблемы не использовался и не утверждался официально как герб.
По воспоминаниям Т. С. Мальцева ещё в 1920-е годы на поле за рекой Канаш было 12 ветряных мельниц.
С учреждением в ноябре 1907 в Кургане Союза сибирских маслодельных артелей (ССМА) многие крестьяне д. Мальцево занимались маслоделием. Сибирское сливочное масло экспортировалось в страны Европы (до ликвидации ССМА в 1920 г).
Дом-музей Т. С. Мальцева в селе Мальцево внесен в список туристических объектов Курганской области.